# Воронов Сергій Євгенович (військовик)
Сергі́й Євге́нович Во́ронов (20 травня 1972 — 29 серпня 2014) — прапорщик батальйону патрульної служби міліції особливого призначення «Дніпро-1», учасник російсько-української війни.

## Короткий життєпис
Міліціонер, батальйон патрульної служби міліції особливого призначення «Дніпро-1».
29 серпня 2014-го загинув під час виходу з Іловайського котла «зеленим коридором» на дорозі між селами Новокатеринівка та Горбатенковим.
2 вересня 2014-го тіла 88 полеглих вояків привезли до запорізького моргу. Як невпізнаний герой тимчасово похований на цвинтарі Запоріжжя.
Упізнаний за тестами ДНК; 7 квітня 2015-го перепохований у місті Дніпропетровськ, на Краснопільському цвинтарі. Без Сергія лишилися мама, дружина, дві доні.

### Нагороди
За особисту мужність і героїзм, виявлені у захисті державного суверенітету та територіальної цілісності України, вірність військовій присязі під час російсько-української війни, відзначений — нагороджений
- 13 серпня 2015 року — орденом «За мужність» III ступеня (посмертно).